# Okres Będzin
Okres Będzin (polsky Powiat będziński) je okres v polském Slezském vojvodství. Rozlohu má 368,02 km² a v roce 2023 zde žilo 144 997 obyvatel. Sídlem správy okresu je město Będzin.

## Gminy
Městské:
- Będzin
- Czeladź
- Sławków
- Wojkowice

Městsko-vesnická:
- Siewierz

Vesnické:
- Bobrowniki
- Mierzęcice
- Psary

## Města
- Będzin
- Czeladź
- Siewierz
- Sławków
- Wojkowice